# Raymond Haond
Raymond Haond (* 9. März 1926 in Le Cheylard; † 31. Mai 2014 in Saint-Héand) war ein französischer Fußballspieler.

## Karriere
Haond spielte als Stürmer bei einem Amateurverein aus La Talaudière aus der Umgebung der Großstadt Saint-Étienne, bevor er 1951 durch den Erstligisten AS Saint-Étienne verpflichtet wurde. Dies war auf Initiative von dessen Trainer Jean Snella geschehen. Am 7. Oktober 1951 erhielt der Offensivspieler erstmals Snellas Vertrauen und debütierte bei einem 1:1 gegen den FC Sochaux in der höchsten französischen Spielklasse. In der darauffolgenden Ligabegegnung erzielte er gegen Stade Reims den Treffer zum 1:1-Endstand und verbuchte damit seinen ersten Torerfolg als Profi. Zu einer Zeit, in der Ein- und Auswechslungen noch nicht möglich waren, konnte er schnell nach seinem Debüt zum Stammspieler avancieren und erzielte im Verlauf der Saison 1951/52 insgesamt acht Tore. In der darauffolgenden Spielzeit traf er ebenso oft, entging mit seiner Mannschaft aber nur knapp dem Abstieg. Am 26. April 1953 zog er sich in einem Pokalspiel gegen den OSC Lille in der Folge eines Duells mit André Strappe und Cor van der Hart einen dreifachen Bruch des Unterschenkels zu.
Von seiner Verletzung aus dem Pokalspiel erholte sich Haond nicht vollständig, sodass er in der Saison 1953/54 nur noch unregelmäßig aufgeboten wurde. Nach fast einem Jahr ohne Berücksichtigung stand er am 3. März 1955 bei einem 3:0-Sieg gegen die AS Troyes Sainte-Savine nochmals auf dem Platz. Dies war die letzte von 58 Erstligabegegnungen, in deren Verlauf er 16 Treffer erzielte. Nach dem Ende seiner Profilaufbahn spielte er erneut für seinen früheren Verein aus La Talaudière. Ab 2009 lebte er in einem Altenheim in Saint-Héand, wo er im Mai 2014 starb.